# 브로드웨이 멜로디 오브 1936
《브로드웨이 멜로디 오브 1936》(Broadway Melody Of 1936)는 미국에서 제작된 W.S. 밴 다이크 감독의 1935년 영화이다. 잭 베니 등이 주연으로 출연하였고 존 W. 콘시딘 주니어 등이 제작에 참여하였다.
1935년 메트로 골드윈 메이어에 의해 개봉되었다. 아카데미 작품상 후보에 지명되었다.

## 출연

### 주연
- 잭 베니
- 엘리너 파월

### 조연
- 로버트 테일러
- 우나 머켈
- 시드 실버스
- 버디 엡슨
- 닉 롱 주니어
- 폴 하비
- 프란시스 랭포드
- 해리 스톡웰

## 기타
- 의상: 아드리안